# 趕秋節
趕秋節是湖南湘西苗族於每年立秋時舉行的一個盛大節日。趕秋時，遠近村寨都停止農活，人們紛紛邀朋結伴，從各條山道絡繹不絕地趕至秋場。姑娘、伙子們無不盛裝打扮，藉由打秋千、舞獅子、上刀梯等活動，節日氣氛濃烈，年輕人尤其更加興高采烈，期盼能在節日中尋偶擇配，找到心愛的那個姑娘。苗族趕秋節於2014年作為農曆二十四節氣的擴展子項目之一，被列為中國國家級非物質文化遺產代表性項目。

## 起源傳說

### 神農取穀說
據傳，遠古時，先祖神農派一男一女赴東方取穀種，教苗族人民種植，苗民才有五穀食用，後人尊稱他們為秋公秋婆。每年立秋，水田、旱土作物均將成熟，豐收已成定局，苗民都要赴趕秋集會舉行對歌、打鞦韆、跳鼓等歡慶活動，紀念神農與秋公秋婆。

### 愛情傳說
相傳，古時有位名為「巴貴達惹」的青年獵人，他長得高大英俊，獲得了許多姑娘的喜愛，但都被他婉言拒絕了。
同時有一位名為「乜娘」的苗族姑娘，擅長刺繡和繪畫。她的面容如花一般美麗，吸引蜜蜂飛來採蜜，繡出來的花草也同樣吸引了蝴蝶。
一天，乜娘在家門口繡花鞋，一隻突然飛來的鷹把鞋給叼走了。後來，巴貴達惹正好一箭射中了那隻鷹，並拾到這隻繡花鞋。這鞋做工精巧，巴貴達惹想，花鞋的主人一定聰明、美麗。
為了找到她，他利用趕秋場的機會，把一人坐的鞦韆改造成多人坐的鞦韆，這樣就能夠吸引很多姑娘前來。果然，各寨的姑娘都來了，果然巴貴達惹此法奏效，如願以償地找到乜娘，兩人結為恩愛的夫妻。從那之後，趕秋節也就成了苗族的傳統節日。

## 場地

### 傳統秋場
- 吉首的矮塞場
- 花垣的麻栗場
- 鳳凰的勾良山場
- 瀘溪的潭溪場[4]

### 趕秋場的意義
除了是秋收使用的打谷場，也是趕秋節時各種娛樂體育活動進行的場所，提供給不同村寨的苗族人得以齊聚一堂，聯絡情感、廣泛社交。

## 器物

### 鞦韆
秋千，是趕秋節的核心器物。秋千通常是「八大秋」，可同時坐八人。高約十米，呈紡車狀，有8架車幅（付）。
其結構是以四根高約1.5丈的木柱兩兩扎為架子埋固在地上，兩架相距丈許。取粗木一根橫安在架上為軸，軸上鑿十字孔八個，穿上八根兩端街鑿有小孔安有橫樑的短木柱，每個橫樑繫一幅秋千，共有八幅，分為兩排兩輪，可同時坐八人打秋，因此被稱為八人秋。

## 活動

### 開場儀式
趕秋節活動開始時，先由身穿苗服的一男一女（通常是受人尊敬的二老）扮成秋公秋婆，分別擎著一棒結實的稻穗穀物，走到秋千架下，表明今年五穀豐登。二老一出場，四周便歡呼雀躍，趕秋活動於是開始，人們盡情歌舞、歌唱，並展開一連串活動。

### 上秋
每次男女各四人分坐在秋千上，不斷如水車般上下旋轉，向觀眾展現自己的英姿及美貌，贏得陣陣喝采。盪秋千的人也會一邊歌唱著苗族歌曲。

### 下秋
秋千一停，誰最後下秋千，誰就高歌一首。接著，年輕男女會分群坐在地上對歌，雙方一唱一和，盡情抒發自己內心的情感，以此促進了解、建立情誼、選擇知音。